# Brotherton
Brotherton – wieś w Anglii, w hrabstwie North Yorkshire, w dystrykcie (unitary authority) North Yorkshire. Leży 29 km na południowy zachód od miasta York i 259 km na północ od Londynu.